# Louis Belin
Pour les articles homonymes, voir Belin.
Louis Belin né le 24 octobre 1806 à Dijon et mort dans la même ville le 1er novembre 1884 est un architecte français.

## Biographie
Louis Belin est un architecte dijonnais du XIXe siècle. Il est le fils du tonnelier Claude Belin et de Marguerite galette. Il épouse Marie Anne Pacotte, fille d'un capitaine retraité et Chevalier de la légion d'honneur, le 11 janvier 1841 à Orgeux. Il est fait mention sur son acte de décès qu'il demeure au n°19 de la rue Saint-Pierre à Dijon et qu'il est professeur honoraire de l'école des beaux arts de Dijon et Officier de l'Instruction publique. Son œuvre majeure est l'élévation de l' aile Est du palais des ducs et des états de Bourgogne : le musée des Beaux-Arts de Dijon. Ses esquisses réalisées en 1850, sont inspirées de l'élévation de l'aile Ouest du palais des ducs et des états de Bourgogne, réalisée en 1731 par Jacques Gabriel puis remanié par Charles-Joseph Le Jolivet en 1782.

## Œuvres

### Dijon
- Le musée des Beaux-Arts, entre 1852 et 1856[6].

- Le piédestal du monument dédié à Jean-Philippe Rameau, en pierre de Brochon de 4 m de haut, en 1880 et en collaboration avec l'architecte Félix Vionnois[7].

- Le Grand hôtel la Cloche, de 1881 à 1884[8],[9].

### Côte-d'Or
- Fausse voûte de la nef de l'église paroissiale Saint-Pierre d'Arceau, entre 1840 et 1841[10].
- L'église paroissiale Saint-Valérien de Mâlain, entre 1843 et 1846[11].
- L'aile droite de l'Hôpital Saint-Laurent de Seurre, destinée aux vieillards et aux infirmes, entre 1859 et 1862[12].

## Galerie

### Dijon

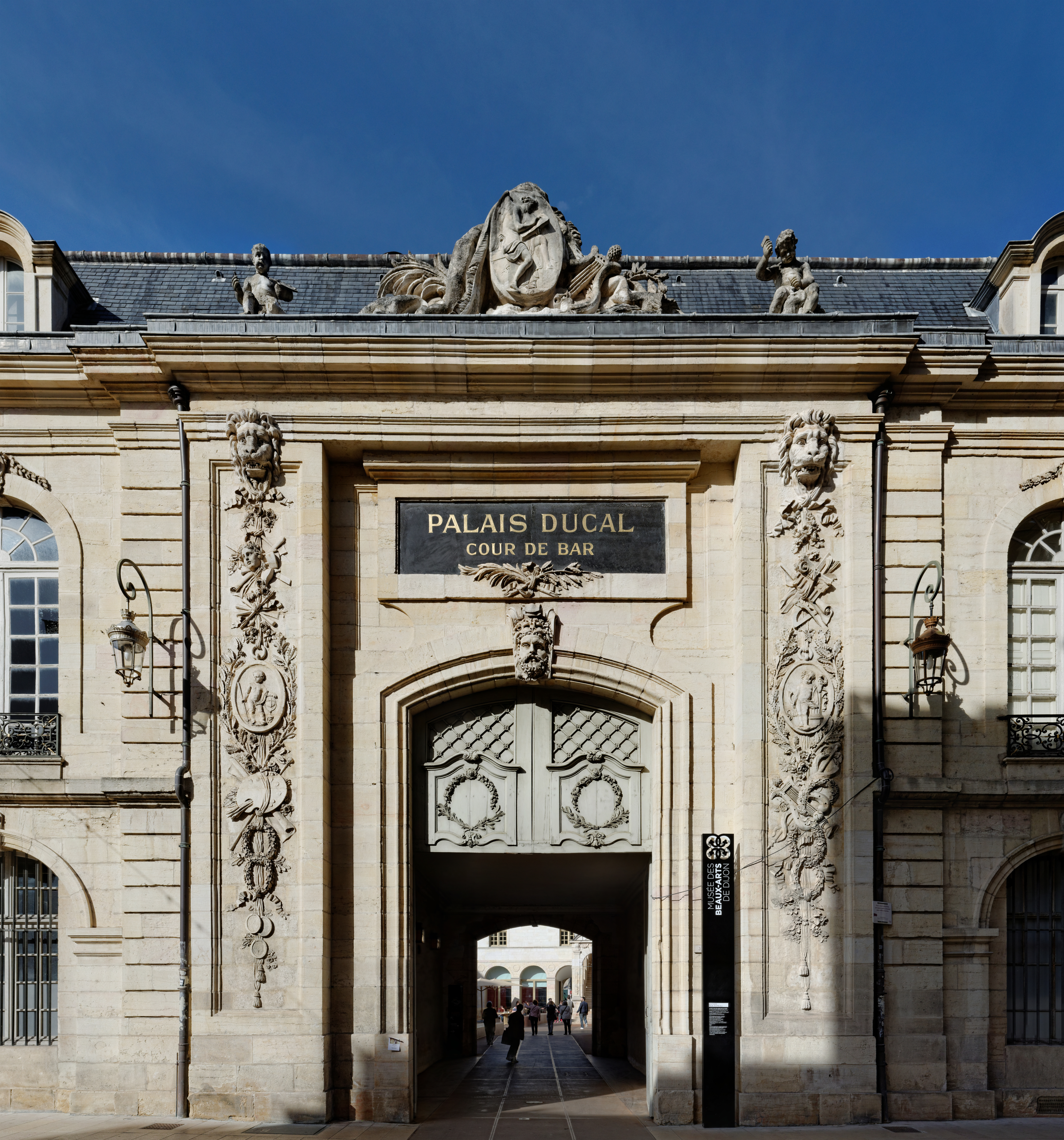
Le musée des Beaux-Arts, rue Rameau
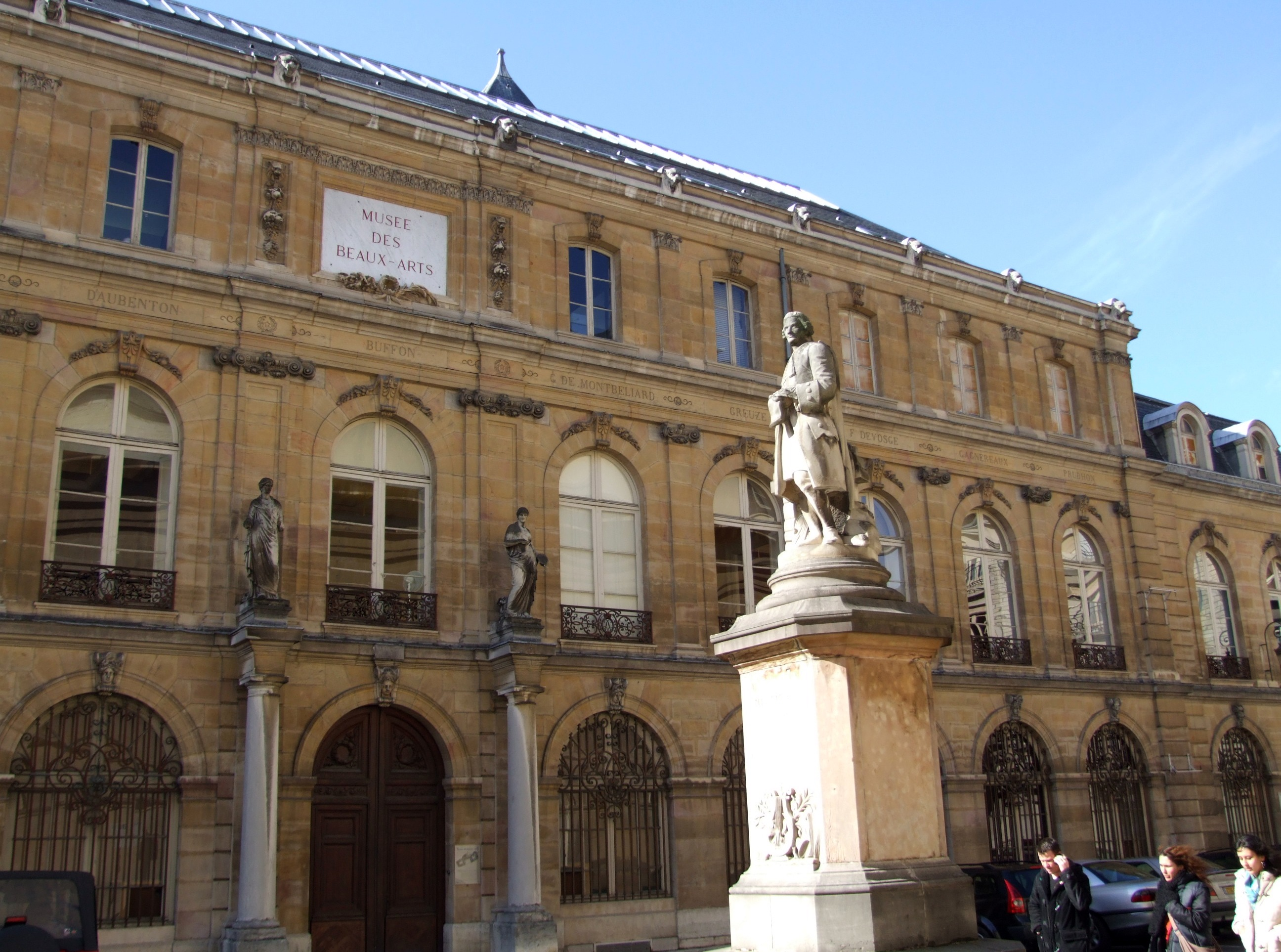
Le musée des Beaux-Arts, place de la Sainte-Chapelle
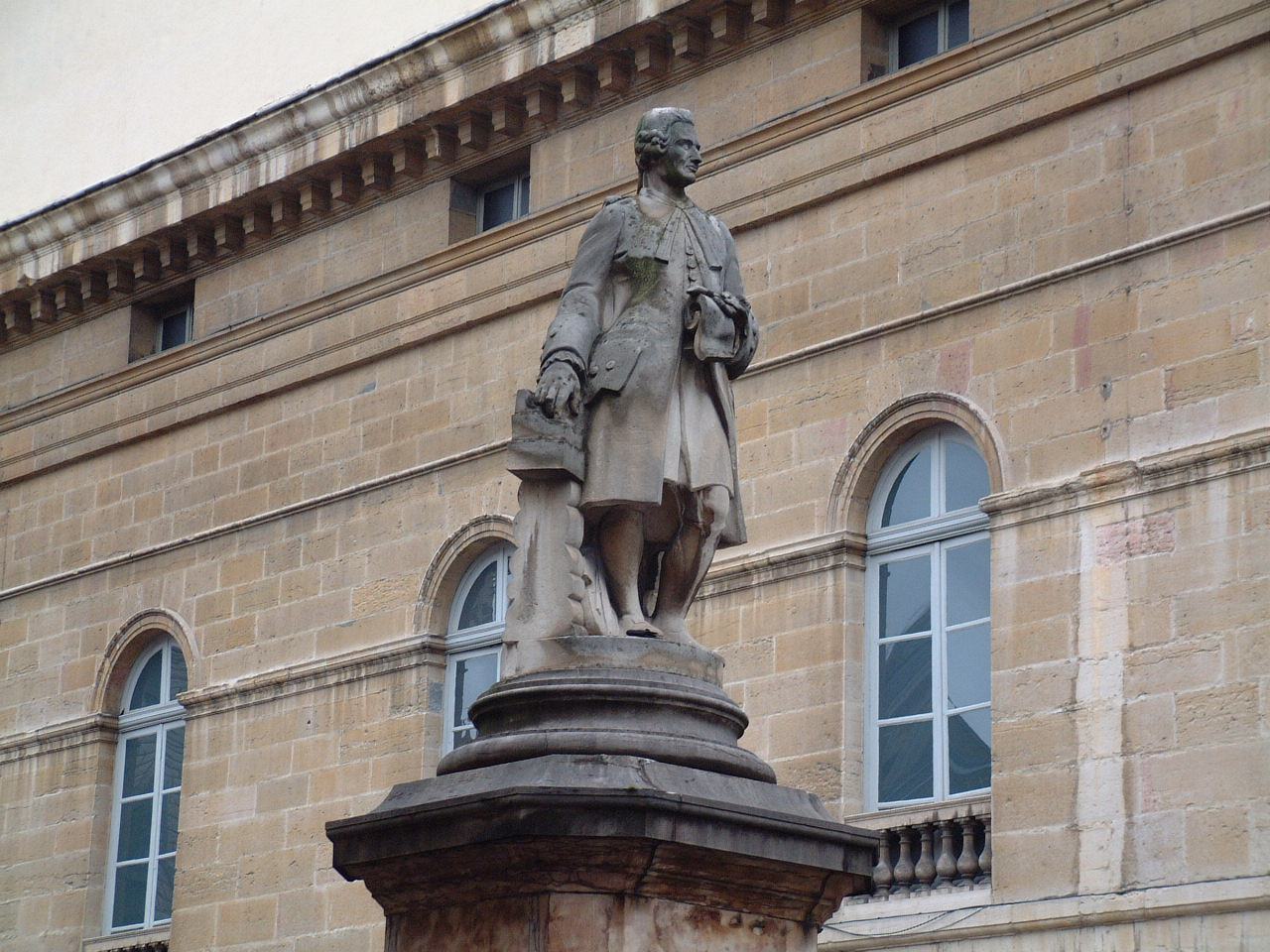
Le monument dédié à Jean-Philippe Rameau
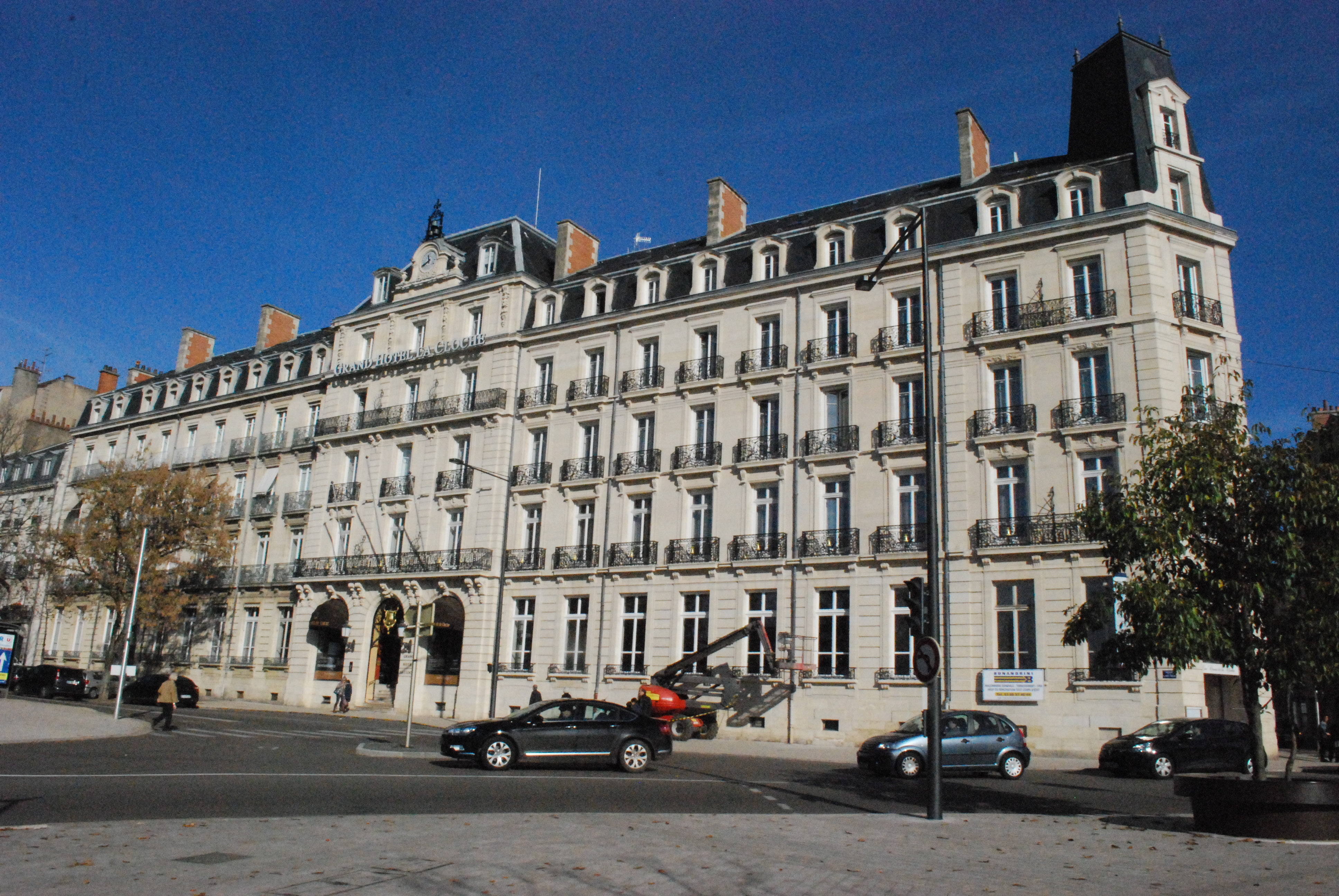
Le Grand hôtel la Cloche

### Côte-d'Or

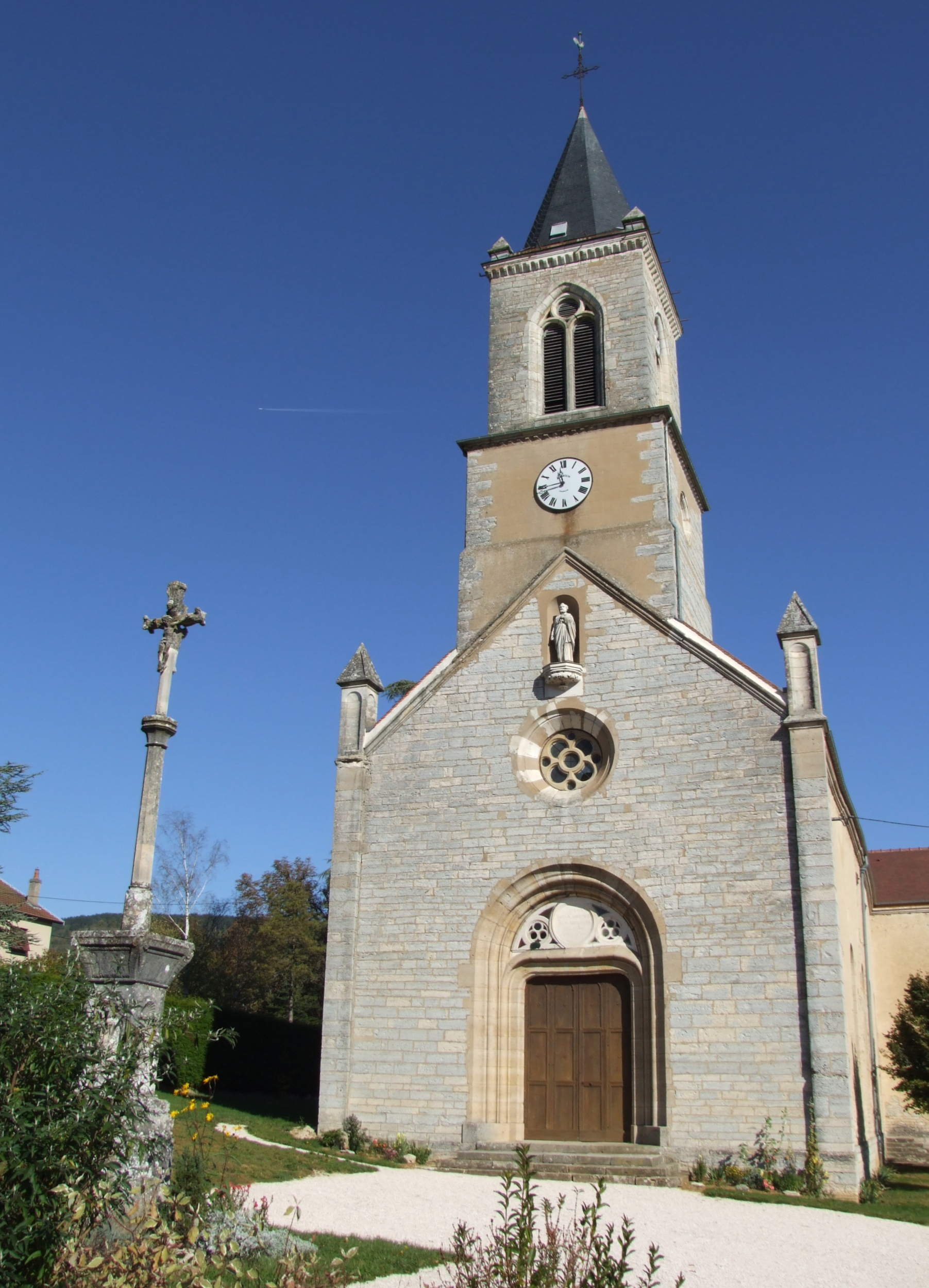
L'église paroissiale Saint-Valérien de Mâlain